# Mitrofan Ivanovič Nedělin
Mitrofan Ivanovič Nedělin (rusky Неделин Митрофан Иванович, korektním přepisem Nědělin; 27. říjnajul./ 9. listopadu 1902greg. Borisoglebsk, Voroněžská gubernie – 24. října 1960 kosmodrom Bajkonur) byl sovětský maršál ruské národnosti, první velitel Strategických raketových sil Sovětské armády.

## Život
Narodil se v ruské dělnické rodině. Od srpna 1917 pracoval jako dělník na železnici. V březnu 1920 dobrovolně vstoupil do Rudé armády. Účastnil se bojů sovětsko-polské války, potlačení povstání v Tambovské oblasti i bojů ve střední Asii.
Po skončení bojů zůstal v Rudé armádě. Ve druhé polovině třicátých let bojoval ve Španělsku. Vlasteneckou válku začal jako velitel dělostřelecké protitankové brigády, skončil ve funkci velitele dělostřelectva frontu.
Po 2. světové válce pokračoval jeho kariérní vzestup, v druhé polovině padesátých let řídil z funkce náměstka ministra obrany zavádění nové raketové a jaderné výzbroje. V prosinci 1959, kdy vznikla Raketová vojska strategického určení jako samostatný druh vojsk, byl jmenován jejich prvním velitelem. Zahájil formování velitelství a vytváření organizačních struktur vojsk, ale po několika měsících práce 24. října 1960 zahynul při výbuchu rakety R-16 v Bajkonuru, označovaném jako Nědělinova katastrofa. Raketě se na rampě během příprav startu omylem spustil motor 2. stupně. Následující požár zabil 126 lidí.
Pochován je u Kremelské zdi na Rudém náměstí v Moskvě.

## Vzdělání
- listopad 1922 – květen 1923 – vojensko-politické kurzy Turkestánského frontu
- listopad 1928 – srpen 1929 – dělostřelecké Kurzy zdokonalování velitelského sboru
- listopad 1933 – leden 1934 – dělostřelecké Kurzy zdokonalování velitelského sboru
- jaro 1941 – absolvoval kurzy zdokonalování velitelského sboru dělostřelectva při Dělostřelecké akademii F.E.Dzeržinského

## Vojenská kariéra
- od 13. března 1920 v Rudé armádě (dobrovolně)
- 1920 – listopad 1928 – politický pracovník
- 1929–1937 – velitel baterie, dělostřeleckého oddílu, náčelník štábu školního pluku
- prosinec 1937 – březen 1939 – vojenský poradce ve Španělsku
- březen 1939 – duben 1940 – velitel dělostřeleckého pluku (Moskevské proletářské divize)
- duben – říjen 1940 – starší inspektor dělostřelectva Moskevského vojenského okruhu
- říjen 1940 – duben 1941 – náčelník dělostřelectva 160. střelecké divize
- duben – říjen 1941 – velitel 4. dělostřelecké protitankové brigády zálohy Vrchního velení
- říjen 1941 – květen 1943 – zástupce velitele dělostřelectva 18. armády, velitel dělostřelectva 37. armády, velitel dělostřelectva 56. armády
- květen – červen 1943 – zástupce velitele dělostřelectva Severokavkazského frontu
- červen – červenec 1943 – velitel 5. průlomového dělostřeleckého sboru
- červenec 1943 – červen 1945 – velitel dělostřelectva Jihozápadního (od 20. října 1943 3. ukrajinského) frontu
- červen 1945 – duben 1946 – velitel dělostřelectva Jižní skupiny vojsk
- duben 1946 – listopad 1948 – náčelník štábu dělostřelectva Ozbrojených sil SSSR
- listopad 1948 – březen 1950 – náčelník Hlavní dělostřelecké správy Ozbrojených sil SSSR
- březen 1950 – leden 1952 – velitel dělostřelectva Sovětské armády
- leden 1952 – duben 1953 – náměstek ministra vojenství SSSR pro vyzbrojování
- duben 1953 – březen 1955 – velitel dělostřelectva Sovětské armády
- březen 1955 – prosinec 1959 – náměstek ministra obrany SSSR pro speciální výzbroj a raketovou techniku
- 17. prosince 1959 – 24. října 1960 – Hlavní velitel raketových vojsk strategického určení a náměstek ministra obrany SSSR

## Hodnosti
- 13. ledna 1936 – major
- 5. března 1939 – plukovník
- 13. května 1942 – generálmajor dělostřelectva
- 25. září 1943 – generálporučík dělostřelectva
- 3. dubna 1944 – generálplukovník dělostřelectva
- 3. srpna 1953 – maršál dělostřelectva
- 8. května 1959 – hlavní maršál dělostřelectva

## Řády a vyznamenání
- Hrdina Sovětského svazu (28. dubna 1945)
- 5x Leninův řád
- 4x Řád rudého praporu
- Řád Kutuzova I. stupně (26. října 1943)
- Řád Suvorova I. stupně (19. března 1944)
- Řád Bohdana Chmelnického I. stupně (18. listopadu 1944)
- Řád Vlastenecké války I. stupně
- Řád „Znak cti“
- zahraniční řády

## Politická činnost
- Od 1924 člen VKS(b)
- 14. října 1952 – 24. října 1960 – kandidát ÚV KSSS
- 1954 – 24. října 1960 – poslanec Nejvyššího sovětu SSSR